# Gaius Licinius Macer Calvus
Gaius Licinius Macer Calvus (* 82 v.Chr.; † 47 v.Chr.) was een redenaar en dichter in het oude Rome. Hij was een zoon van Gaius Licinius Macer, een ex-praetor die vermoedelijk overeenkomt met de gelijknamige annalist, en een vriend van de beroemde dichter Catullus en van de Romeinse politicus Cinna.

## Leven
Het weinige dat we weten over het leven van Calvus, kennen we uit tweede hand. Vast staat dat, toen hij 16 jaar oud was, zijn vader zelfmoord pleegde na een aanklacht wegens afpersing. Na deze tragische gebeurtenis wijdde Calvus zijn gehele lichaam en ziel aan zijn intellectuele bezigheden. Hij legde zich met grote geestdrift toe op de studie en leefde uiterst gedisciplineerd. Deze overdreven inspanningen zouden te veel gevraagd hebben van zijn lichaam, en hij overleed op zeer jonge leeftijd (35 of 36 jaar, naargelang de bron).

### Zijn naam
Meestal wordt Calvus benoemd als Gaius Licinius Calvus. Cicero duidt hem echter aan met de naam Macer Licinius, waarschijnlijk ook de naam van zijn vader. In de meeste wetenschappelijke werken wordt hij voluit aangeduid met Gaius Licinius Macer Calvus, zoals hij waarschijnlijk officieel heette.

### Verhouding tot Catullus
In de gedichten van zijn vriend Catullus treedt Calvus vaak op als een van de personages. Dankzij deze gedichten krijgen we een beperkte karakterschets van Calvus te zien. Zo noemt Catullus hem in zijn Carmen 53 een salaputium disertum (dat waarschijnlijk iets als welsprekende kleine man betekent), omdat hij - klein van gestalte als hij was - de gewoonte had om helemaal op te gaan in zijn redevoeringen, en dan vol vuur over de banken heen naar zijn tegenstanders toe te springen. Calvus wordt vermeld in Carmen (Gezang) 14, 96 en 53 van Catullus en Carmen 50 is zelfs specifiek aan hem gericht. Of dit laatste gedicht gewoon vertelt dat Catullus goed kon schrijven in het bijzijn van zijn vriend, of dat het een uitnodiging is om samen te komen om te schrijven, is een punt van twist onder deskundigen.

### Verhouding tot Caesar en Pompeius
Hij haatte de twee rivalen Caesar en Pompeius hartgrondig. Daarom schreef hij verzen waarin hij Caesars vermeende homoseksuele affaire met koning Nicomedes van Bithynië hekelde. In andere gedichten opperde hij zelfs dat ook Pompeius, nota bene een hondstrouwe echtgenoot, homoseksueel zou zijn.

## Werk

### Redevoeringen
Wat zijn redenaarsstijl betreft was hij de voortrekker van een groep die zich afzette tegen de zogenaamde Aziatische School en een eenvoudiger, Attisch model propageerde. Hij brandmerkte Cicero, de grote redenaar van de 1e eeuw v.Chr., zelfs als "langdradig en kunstmatig". De meeste van zijn tijdgenoten plaatsten hem op gelijke hoogte met pakweg Caesar, Brutus, Pollio of Messalla. Sommigen beschouwden hem zelfs als de evenknie van Cicero zelve. Zijn redes werden met name bewonderd om hun nauwkeurigheid, tact en grondige bewijsvoering, zaken die hij vakkundig wist te vermommen, zodat er een groot gemak afstraalde van zijn spreekstijl. Dit verklaart waarom een onderlegd publiek met bewondering naar zijn redevoeringen luisterde, terwijl ze een koude en afstandelijke indruk maakten op een onkundig publiek.
Calvus correspondeerde met verscheidene personen over retorische kwesties. De commentarii waarop Tacitus alludeert, zijn mogelijk deze brieven.
Calvus zou 21 redevoeringen uitgesproken en gepubliceerd hebben. Momenteel kennen we nog 5 titels:
- Tegen Vatinius (54 v.Chr.): dit was zijn eerste opdracht als advocaat, die hij aannam op 27-jarige leeftijd. Publius Vatinius, een bondgenoot van Caesar, werd namelijk beschuldigd van omkoperij en verdedigd door zijn eigen aartsvijand Cicero. Uiteindelijk sprak de jury Vatinius vrij, al was dat waarschijnlijk niet te danken aan Cicero's welsprekendheid, maar eerder aan omkoperij vanwege Vatinius' beschermheren. Verscheidene antieke schrijvers raden de lectuur van deze redevoering aan.[8]. Seneca vertelt ons dat Calvus zo bedreven en vurig oreerde, dat de beklaagde opstond en uitriep: "Rogo vos, iudices num, si iste disertus est, ideo me damnari oporteat?" ("Ik vraag u, heren rechters, als die man welsprekend is, dan moet ik daarom toch niet veroordeeld worden?").
- Tegen Asitius
- Tegen Drusus
- Voor Messius
- Voor Gaius Cato: de mecenas Asinius Pollio was de aanklager

### Gedichten
Net als Catullus was Calvus een neoterisch dichter. Aldus schreef hij vele korte, vluchtige gedichten, die evenals zijn redes de stempel van zijn genie droegen, ook al waren ze erg luchtig en speels (ioca, grappen, noemde hij ze). Catullus, Propertius en Ovidius vonden zijn elegieën mooi en teder, in het bijzonder diegene waarin hij de vroegtijdige dood van zijn minnares Quintilia beklaagt. Suetonius wijst op de bitterheid van zijn hevige aanvallen (famosa epigrammata of beruchte puntdichten) op Pompeius, Caesar en hun handlangers  Uit de kritiek van Plinius en Aulus Gellius valt op te maken dat Calvus' gedichten niet alleen gekentekend werden door een gezonde dosis humor en elegantie (zoals de lichtere werken van Catullus), maar dat ze ook een zekere hardheid bevatten qua uitdrukkingen en verzen. De gevoelige oren van wie de Augustijnse poëten gewoon was, werden hier duidelijk door 'gekwetst'.
Zijn gedichten werden zonder twijfel veel gelezen, zodat zelfs Horatius, wiens minachtende sneren aan het adres van Calvus waarschijnlijk enigszins ingegeven waren door jaloezie, niet anders kon dan onrechtstreeks hun populariteit te staven. Om te weten wat Calvus' ware verdiensten op poëtisch vlak waren, hangen de hedendaagse onderzoekers volledig af van het oordeel van anderen. De fragmenten die van zijn werk overblijven zijn namelijk zo beperkt (nooit langer dan twee regels) dat men onmogelijk een onbevooroordeelde mening kan vormen.
De werken waarvan men het bestaan nog kent, zijn:
- Epithalamium[14];
- Io, een epos in hexameters[15];
- Hipponacteum praeconium, gericht tegen de beruchte Marcus Hermogenes Tigellius[16].

### Uitgaven
- F. Plessis publiceerde in 1896 fragmenten van zijn werken.
- W. Morel, Fragmenta poetarum latinorum, 1927.
- E. Malcovati: Oratorum romanorum fragmenta, 1967.

### Werken over dit onderwerp
- Castorina, E., Licinio Calvo (Catania, 1946);
- Levesque de Burigny, J., essay in de Mémoires de l'Académie des inscriptions et des belles lettres, volume xxxi.
- Plessis, F., Calvus (Paris, 1896);
- Weichert, A., De C. Licinio Calvo, oratore et poeta (Grimae, 1825), in The Internet Archive <http://www.archive.org/details/4775052> [bezocht op 19 januari 2010].